# Nöttja socken
Nöttja socken i Småland ingick i Sunnerbo härad i Finnveden, ingår sedan 1971 i Ljungby kommun och motsvarar från 2016 Nöttja distrikt i Kronobergs län.
Socknens areal är 69,07 kvadratkilometer, varav land 66,08. År 2000 fanns här 229 invånare. Kyrkbyn Nöttja med sockenkyrkan Nöttja kyrka ligger i socknen. 

## Administrativ historik
Nöttja socken har medeltida ursprung. 
Vid kommunreformen 1862 övergick socknens ansvar för de kyrkliga frågorna till Nöttja församling och för de borgerliga frågorna till  Nöttja landskommun. Landskommunen uppgick 1952 i Annerstads landskommun innan den 1971 uppgick i Ljungby kommun. Församlingen uppgick 2006 i Södra Ljunga församling.
1 januari 2016 inrättades distriktet Nöttja, med samma omfattning som församlingen hade 1999/2000. 
Socknen har tillhört samma fögderier och domsagor som Sunnerbo härad. De indelta soldaterna tillhörde Kronobergs regemente, Ljungby kompani, och Smålands grenadjärkår, Sunnerbo kompani.

## Geografi
Nöttja socken ligger utmed Bolmån med sjön Exen som gräns i söder. Socknen består av flack dalbygd runt Bolmån och småkuperad skogstrakt däromkring med stora mossmarker i väster.

## Förhistoria

### Stenålder
Vid ett antal fyndplatser noterade i RAÄ:s fornsök har hittats olika fynd från stenåldern. Från tidigneolitikum har hittats en tunnackig yxa i Bolmaryd och på samma plats har också en tjocknackig yxa hittats liksom skafthålsyxan nämnd under senneolitikum. Vidare har flintavslag hittats på Bölminge Bäckagård som möjligen indikerar en boplats. En tvärpil av flinta hittades i kanten av nyanlagd skogsbilväg vid inventeringen år 2000.
Från senneolitikum hittades en skafthålsyxa i Bolmaryd, en större flintdolk på Malmaryds Norregård, en parallellhuggen spets av flinta på Malmaryd 2:2. På gården V Kärra har 5 skafhålsyxor hittats och en tjocknackig flintyxa med utsvängd egg påträffades vid torvtäkt på en meters djup nära sjön Exen före sjösänkningen.
Bland fornminnena märks två hällkistor i röse. En av hällkistorna, RAÄ nr 10, har ett röse 10 meter i diameter av cirka 0,75 m höjd med två mittgropar varav den östligaste har en häll i gropen. 1906 hittades spjutspets, pilspets, kniv, såg och några spetsar i flinta i gropen med hällen.
Den andra hällkistan, RAÄ nr 92, ligger väster om sjön Exen lite söder om Bolmaryd. Stensättningen är 10 meter i diameter och hällkistan är cirka 5 meter lång med 1 meterbredd i långsidorna är flera lutande hällar bevarade. Från den andra hällkistan, som hittades vid revideringsinventeringen finns inga kända fynd.
Sammanfattningsvis är fynden från äldre tider än senneolitikum få men under senneolitikum ökar fynden till många fler som indikerar en fast bosättning i anslutning till Bolmån och sjön Exen.

### Bronsålder

#### Rösen
Det finns inga kända fynd från bronsåldern inom socknen men två rösen är upptagna i fornminnesinventeringen. Det ena röset är ensamliggande i byn Kärr. Röset är 12 meter i diameter och 0,8 meter högt pålagrat av sentida röjningssten på norra sidan. Röset ligger på ett krön med bra läge för en förhistorisk grav. Området benämns högsåker på karta från 1835. Röset kan vara grav eller odlingsröse.
Det andra röset ligger på gravfältet i Bölminge med 15 registrerade anläggningar. Det är ovalt 6x8 meter och 0,8 meter högt med grop i mitten och något skadat i kanten. 

#### Stensättningar
Stensättningar kan i vissa fall vara från bronsåldern men oftare från järnåldern. Stensättningar finns registrerade på 12 platser i socknen varav 4 är på gravfält och 8 är enskilt belägna stensättningar. Flera av dessa stensättningar är av klar järnålderskaraktär ofyllda och trekantiga.
Drakarör däremot är en stor stensättning, röseliknande, troligtvis med ursprung i bronsåldern. Stensättningen ligger på en halvö Nabben vid sjöns Exens strand. Enligt inventeringen är den hela 25 meter i diameter, nu 20x25 meter. Troligen var den ursprungligen rund med 1 meters höjd. Stensättningen är omplockad, täktskadad med flera gropar. I östra kanten har mycket material tagits bort. Namnet Drakarör och en sägen om att en skatt ska vara begravd i röset ger platsen en roll i Sunnerbos sägenhistoria..
Fyndlösheten av bronser och ett mindre material från bronsåldern är svåra att förklara och kan bero på minskat användande av området men är troligen orsakat av brister i källmaterialet. Det finns 46 lämningar av fossil åker eller med fossil åkermark och denna typ av lämningar har ofta anknytning till yngre bronsålder eller äldre järnålder. På dessa områden döljer sig säkert lämningar från bronsåldern som man ännu inte känner till.

### Järnålder
Bolmaryds har två gravfält där Nöttja 8:1 har använts under vikingatiden. Detta gravfält är beläget 150 meter öster den gårdstomt som ligger längst mot norr i byn enligt 1728 års karta. Gravfältet är inte undersökt och består av 25 högar. Gravar av detta slag i Sunnerbo har daterats till vikingatid. Troligen är den senare vikingatidens människor från Bolmaryd begravna på denna plats. Gravfältet ligger 400 m från runstenen Sm 36 fågelvägen. Inget direkt sammanhang mellan gravfält och runsten finns. Gravfältet Nöttja 97:1 är inte helt säkert en fornlämning. 1728 års karta gör tolkningen att högarna är naturbildningar (sanddyner) felaktigt klassade som fornlämningar. Om det är gravar är de inte vikingatida.
Bolmaryd var största byn under tidig medeltid men hade ett mera isolerat läge och sockencentrum förlades till Nöttja som låg mera centralt ur kommunikationssynpunkt. Byarna med järnåldersgravfält av yngre slag var också de största byarna under medeltid. Två byar har gravfält av äldre typ, nämligen Bölminge och Malmaryd. Malmaryds gravfält är nu helt försvunnet men sammanfattningsvis antyder fornlämningarna att bebyggelsen i socknen har växt upp vid sjön Exen och Bolmån där den etablerades redan i slutet av stenåldern i Bolmaryd och expanderat till Nöttja. Möjligen har ytterligare en grupp växt fram i Malmaryd och Bölminge under äldre järnålder. Dessa båda byar hade rösen och äldre järnåldersgravfält med domarringar och järnåldersdösar. Malmaryd har ju också två treuddar på sina marker. Gravfältet i Bölminge på Bäckagårdens ägor har spelat en roll i arkeologins historia då det var platsen där de första daterande fynden av järnåldersdösar gjordes av TJ Arne 1918.
Den nuvarande stenkyrkan i Nöttja dateras av myntfynd till cirka 1300, medan stavkyrkan daterats till 1146. Då inga spår efter syllstenar eller nedgrävningar påträffades vid den arkeologiska undersökningen under kyrkorenoveringen måste man anta att träkyrkan från 1100-talets mitt tidigare stått på en annan plats. Bosättningar från vikingatid saknas i kyrkans närhet men har heller inte eftersökts särskilt noga. Bygdens centrum kan ha flyttats till byn Nöttja, sannolikt vid tidpunkten då socknen bildades.

## Historia
Socknens läge vid sjön Exen nära sammanﬂödet av Lagan och Bolmån gav goda förbindelser med Bolmens och Vidösterns vattenområden samt förbindelse ut mot havet. Detta gjorde att platsen tidigt bebyggdes. Området tillhörde Finnvedens centralbygder, vilket socknens två runstenar  pekar på. Bolmån var en viktig färdväg i Sunnerbo. Den första kyrkobyggnaden var en stavkyrka som uppfördes omkring 1150 och sedan byggdes en ny stenkyrka under äldre medeltid. Delar av stavkyrkan hittades som ett trägolv under den nuvarande kyrkan, fyndet gjordes vid en kyrkorenovering.
Nöttjas kyrka ligger på en mindre höjd vilket är typiskt för medeltida kyrkomiljöer. Landskapet är småkuperat och i närheten flyter Bolmån och miljön präglas av lövskog med inslag av småskaligt åkerlandskap. Ett vägskäl med fyra vägar stärker platsens centrala läge. Nära kyrkan ligger kyrkbyns gårdar med Klockargården och Stommen en före detta prästgård. Nöttja bys historia skildras i särskild artikel. Nedan skildras socknen historia utifrån de större byarnas historia, främst Bolmaryd, Malmaryd  Balkarp och Extorp. Källan för byarnas senare historia är Nöttjaboken, se Externa länkar nedan.

### Medeltid i Nöttja
Bolmaryd omnämns 1353, då svenske kungen Magnus Eriksson dömde vid ett rättsting i Berga att arvingarna efter Ulv Petersson, Jöns Petersson, Sibbe Petersson och Nils Petersson skulle få gårdar i Nöttja socken, varav en låg i Bolmaryd. 1366 kungjorde Gunne Elinesson i Bolmaryd en överlåtelse av en mindre gård i Bolmaryd. Efter Gunne Elinessons död skulle Bengt och han syster dela gården. 1402 sålde väpnaren F Petersson flera gårdar till riddaren Abraham Brodersson,  hela fyra gårdar i Bolmaryd och en i Skararp. Det fanns både skattebönder och frälsebönder i Bolmaryd under 1300-talet. I 1538 års skattelängd (äldsta bevarade) från Bolmaryd tas sex gårdar upp i byn, två är skatte- och fyra frälsegårdar, sannolikt samma fyra gårdar som Folke Petersson sålde. Bolmaryd var socknens största by, större än kyrkbyn Nöttja som hade fem gårdar. 1538 verkar det bara ha funnits sjutton bebodda platser i socknen med något fler än trettio gårdar. De flesta boplatserna bestod av ensamgårdar. Mer än tre gårdar fanns i byarna Bolmaryd, Nöttja, Extorp, Balkarp och Malmaryd och alla dessa hade järnåldersgravfält.
Bebyggelsen i Bolmaryd var av samma storlek under lång tid. Minst fem gårdar under 1300-talet och sex kända gårdar 1538 är fortsatt 1728, vid  första bykartan, sex gårdar. Byn hade troligen mer än en gård redan under vikingatid.

### Bolmaryd och Nöttja, läge och vägar
Byn Bolmaryd är belägen på en nord-sydlig höjdrygg lite söder om där Rörån rinner ut i den större Bolmån. Bolmån är gränsen för byns marker mot väster. Sjön Exen är gräns mot söder. I öster avgränsas byn av ljungryar (ljungbevuxet svedjeland) och våtmarker. Sunnerbos häradskarta 1685 visar att Bolmaryd och Nöttja låg väster om Lagan och Lagastigen, den viktigaste nord-sydliga färdvägen i Småland. Hamneda vid Lagan hade en väg västerut mot Nöttja. Denna väg är även i nutid fortsatt landsväg mellan Hamneda och Nöttja. Vägen passerade norr om Bolmaryd. Där vägen passerade Rörån stod runstenen Sm 37. Härifrån utgår också vägen till Bolmaryds by. Byn låg en kilometer söderut. Häradskartan 1685 markerar två sorters vägar, dubbelstreckade vägar var huvudvägar som Lagastigen, enkelstreckade vägar var häradsvägar mellan enskilda byar till exempel vägen Hamneda till Nöttja.

### Bölminge by
Bölminge by har inte någon gräns mot Nöttjas grannsocknar utan ligger helt innesluten i socknen. Byn har två stamfastigheter, Storegård och Bäckagård. Storegårds bostäder låg redan på olika platser vid laga skiftet på 1860-talet. Storegården hade vid skiftet 3 hemman. Två låg något öster om Bäckagården. Det tredje hette Saxarp, och omfattade ett helt mantal. Saxarp låg vid gränsen till Staverhult nära vägen mot Hinneryd. Ett av de två hemmanen i Storegårde nära Bäckagården fick flyttas medan det andra fick behålla sina tomt. Bäckagårdens bostäder var byggda nära varandra och bara ett hemman fick vara kvar. Ett placerades norr om Bölminge bäck och två andra fick sina tomter nära Malmaryds gräns. Bölminges soldattorp låg vid Balkö sjö. Soldattorpet såldes sedan till 3 fastigheter i Balkö by. Gamla sockenvägen är gammal och har en stenvalvsbro över Bölminge bäck och vägen var fungerande till 1800-talets slut.

### Malmaryd
Malmaryd var ett frälsehemman. Äldsta kända ägaren var Bengt Götsson (Snedbjälke) i slutet av 1300-talet. Abraham Brodersson som var Finnvedens mäktigaste man blev ägare till Malmaryd. Brodersson avrättades 1410 och hans arvingar fick återlämna gårdar som Abraham Brodersson lagt under sig med orätt. Bengt Götssons änka blev ägare. I början av 1500-talet stod Nydala kloster som ägare men gården återlöstes på 1540-talet av Per Månsson (Stierna) och ägdes länge av denna släkt. Malmaryd blev säteri 1610 men reducerades på 1640-talet till allmänt frälse men blev omkring 1652 åter säteri. Av gårdarna var Norregården stamhemman och Mellangården och Södergården var utbrutna ur detta. År 1815 delades säteriet. I Nöttjaboken finns en utförlig ägarlängd över frälsehemmanet. Prosten Grönberg sammanlade Mellangården och Södergården varvid husen revs på Mellangården på vars ägor Näset låg. Näset hade två gårdar och ett torp. Den sammanlagda gården såldes slutligen till staten. 1905 revs sista boningshuset på Näset men de flyttades sedan till Trädestorpet som brunnit ner. Av de två torpen på Norregården var det ena Trädestorpet. Det andra torpet låg möjligen mellan den gamla och nya Skarapsvägen. Platsen kallades Gössastäppan. 1835 laga skiftades Malmaryds Norregård två gårdar. Malmaryd nr 2:3 låg då bakom nuvarande ladugården på Malmaryd nr 2:2. Efter skiftet flyttades husen på nr 2:3 till sin nuvarande plats. 1895 revs huvudbyggnaden på Södergården och blev skolhus i Nöttja efter den skola som brann ner 1896. Domänverket uppförde boningshus 1928 på Södergård. Trädestorpet friköptes 1912 och döptes om till Fridhem.

### Balkarps by
Namnet Balkarps betydelse är oklart. Bostäderna i byn låg vid en bäck, som avvattnar sjöarna i Balkö och Dallesjö. Balkarp hade ett militieboställe som officerarna i krigsmakten disponerade. Gården hette Balkarps Bäckagård och hade sina ägor sammanhängande. Mellangård och Södergård hade sina åkrar och ängar i småskiften. Vid 1700-talets början fick byn två soldattorp, ett för Mellangård och ett för Södergård. Mellangårdens soldattorp hette Björkeberg medan Södergårdens torp först kallades Ekeberg, och sedan Björkelund. De sammanblandade ägorna gjorde nyodling svår och befolkningens tillväxt gjorde försörjningen svårare. Torp på utmarken var en av lösningarna.
Ett storskifte gjorde att byn fick sina gränser på utmarkerna mot grannbyarna bestämda. Laga skifte skedde 1856–1858 och gårdarna fick sammanhängande skiften. Mellangårdarna fick bo kvar i byn. Södergård på 3/4 mantal delades så att två ägare fick 1/4 mantal var. Den resterande gården delades i 3 hemman. Två av dessa ägdes av förutvarande soldater som lämnade sina tomter i den gamla byn och skaffa nya byggnader på sina nya skiften. Ett hemman flyttades till utmarken. Ett flyttades ut mot gränsen mot Lindshult och Rönninge. Den tredje gården flyttades mot gränsen till Lindshult. Denna gård hade också ägor vid sjön Exen. Nya soldattorp anlades inte för soldaterna satt på hemman och då nya rekryterades uppläts torp inom byn. Militiebostället Balkarps Bäckagård hade arrendator men hade dubbla bostadshus även för militärerna. På Bäckagården fanns flera torpställen. Själva gården Bäckagård låg väster bäcken först men ﬂyttades till andra sidan bäcken. Strax intill gårdens byggnader fanns där en backstuga som fanns kvar fram på 1900-talet. På Balkarps Bäckagård fanns tre torp intill gamla vägen från Nöttja till Bölminge som fortsatte mot Hinneryd. Brotorpet på Balkarps Bäckagård. Brotorpet fanns kvar till 1920-talet. Lunden var ett annat torp på Bäckagård som troligen låg vid gränsen till Lunnagårds soldattorp. Extorps Lunnagårds soldattorp som låg intill torpet Lunden togs 1882 över hemmansägaren. Någon ny soldatlägenhet byggdes inte utan deras sista soldat Jonas Zakariasson Extor ﬂyttade till Lunden.
Torpet Nybygget var ett torp under Balkarp Södergård och låg vid sockenvägen till Balkarp. Torpet införlivades på 1920-talet med Södergården. Bolmstorpet beboddes av soldaten Bolm. Torpet försvann då Domänverket köpte skogarna i Nöttja 1891. Torpets odlade jord och slåtterängar följde med i köpet. Efter 1900 försvann byggnaderna och åkern planterades med skog. Balkarps Södergård hade en backstuga som beboddes från 1800-talets början till dess slut. Soldattorpet Björkeberg sista soldat hette Ernst Elias Ljungdal. Han blev soldat på 1880-talet. Efter Ljungdahl bodde äldre personer på soldattorpet. Torpet Björkelund var bara soldattorp vissa tider. Efter laga skiftet bodde en änka med sina 5 barn här till år 1880. Torpet var åter soldattorp fram till 1890-talet.

### Extorp
Extorps by hör samman med sjön Exen. Stranden av sjön är brantare vid byn. Sjön hette på 1300-talet Egels och byn hette då Egilstorp. På 1600-talet och i början på 1700-talet blev namnet Exen och byn hette därefter Extorp. Byn nämns första gången 1353. Byns hade på 1700-talet storskifte, som fastställde gränserna mot andra byar för in- och utmarker. Inägorna hade 3 stamhemman: Lunnagård, Mellangård och Sjögård. Gårdarna hade större sammanhängande åker och ängsmarker och laga skifte genomfördes först under 1880-talet. Lunnagård bestod av fyra hemman varav två utflyttades till Lunnagårds torpställen vid gränsen mot Balkarps Bäckagård och platsen intill stenbron över Balkarps bäck. I Mellangården fick ett hemman flyttas mot söder. De andra två hemmanen i Mellangårde fick  behålla sina byggnader. Extorps Sjögård hade också tre hemman varav ett fick stanna kvar på sin gamla plats. De andra fick  flytta längre söderut. De tre soldattorpen under de tre stamfastigheterna blev också flyttade. Ett soldattorp kom till utmarken nära gränsen mot Brödraberg och de andra två, Lunnagårds soldattorp och Sjögårds soldattorp, fick sina platser intill sockenvägen vid Balkarps bäck. Lunnagårds soldattorp hette Bygget, och i närheten fanns två backstugor. Mellangårds och Sjögårds soldattorp låg innan flyttningen närmare sjön. Ett hette Rosendal och fick var kvar efter laga skiftet. Det finns fortfarande kvar men som sommarbostad. Dessutom fanns det ett par torp, där bostäderna fick vara kvar på sina platser. Det ena av dessa torp finns kvar men där finns två boningshus.

### Bolmaryds senare historia
Laga skiftet genomfördes med början omkring år 1830 och gårdar fick sammanhängande ägor. Tidigare var åkrar och ängar fördelade i små skiften i byns inägor. Utägorna ägdes gemensamt. Den gemensamma brukningsformen försvårade nyodling av åkerarealen men efter laga skiftet gjordes stora utökningar av åker och äng. Bolmaryds by hade 12 hemmansdelar med 42 tunnland åker, 193 tunnland äng eller fåll och utmarken var hela 1 460 tunnland 1840. 1980 hade åkern ökat till 280 tunnland i Bolmaryd. Utmarken var skoglösa ljunghedar eller kärr och mossmarker. Ofta behövde ved köpas eller så fick torv ersätta.
Byns hus och uthus var tätt samlade från Södergård till Norregård före skiftet, men efter skiftet flyttades fyra gårdar varav två på Södergård och två på Skattegården ut från byns inägor. Före var byns boningshus låga så kallade ryggåsstugor med näver- och torvtak eller med stråtak av halm. Ibland fanns en loftstuga som gav ett rum på andra våningen. Befolkningsökningen med runt 800 invånare i Nöttja orsakade en fortsatt hemmansklyvning med små gårdar med ofta stora familjer trots den höga barnadödligheten. Försörjningen var svår och även gårdens tjänstefolk skulle försörjas. Kläderna tillverkades fortsatt i hemmen vid denna tid.

### Soldattorpen i Bolmaryd och deras historia
Indelningsverket innebar att alla byar hade en plikt att bygga soldattorp. Hemmanen bildade rotar som avstod mark och byggde soldattorpen. Egen odling gav soldaten en försörjning. Lönen för meniga soldater var oerhört låg. Bolmaryds rotar organiserade i Södergårds och Byagårds rote. Södergårdens soldattorp byggdes vid Rörån, där byvägen mot Bolmaryd började vid allmänna vägen Annerstad-Hamneda. Byagårds soldattorp byggdes närmare byn i området mellan vägen och Bolmån. Laga skiftet innebar att Södergårds soldattorp flyttades till inägorna söderut nära sjön Exen. Det var sedan soldattorp till år 1900 då indelningsverket upphörde.
Soldaten Sjönbäck bodde på Södergårds äldsta soldattorp. Johan Liljedal ersatte Sjönbäck och han var soldat till mitten på 1790-talet. 1797 kom Jonas Blomkvist som var född 1755 hit med sin familj. Blomkvist dog i kriget mot Norge 1814. Sonen Olof Blomkvist fick överta tjänsten som soldat. När han avgick som soldat köpte han detta gamla soldattorp som blev torp under Skattegård. Södergårds nya soldattorp nära sjön Exen övertogs av soldaten Bengt, som också övertog namnet Blomkvist. Han var soldat till slutet av 1870-talet. En soldat med namnet Bolm efter byn efterträdde Bengt Blomkvist. Otto Wadensten blev sedan  soldat här. August Frits kom till Bolmaryd Södergårds soldattorp. Frits bodde kvar i Bolmaryd tills indelningsverket upphörde 1900.

### Byn Bolmaryd får åtta torp
Efter de två soldattorpen kom ett torp Svenstorp döpt efter innehavaren. Detta torp anlade på ett slåtterområde från 1700-talet på Södergårds ägor. Torpen blev fler efter laga skiftet. Mellangård hyste torpet Österås på gränsen till Västerhults inägor och torpet Perstorp som låg nordöst om vägen till Hamneda. Där fanns förutom torpet en backstuga sydväst om vägen. Frälsegårds torp låg vid den som samfällighet utlagda torvmossen. Frälsegården torp låg vid gränsen mot Västerhults ägor och kallades inledningsvis Rosenlund men hette senare Jonstorp. I utmarken nära Södergårds gräns mot Ryds by låg torpet Anderstorp, namngivet efter torpets byggherre Anders Petter. Senare omdöptes torpet till Frostemosse. Byagård hade ett torp, Ulfsberg som senare omdöptes till Skoghem. Byn sista torp var beläget på Lilla Skattegårdens marker nära Hamnedavägen och hette Annelund. Sammanlagt anlades alltså sju torp på Bolmaryds ägor. Det gamla soldattorpet vid Rörån övertogs av soldaten år 1844. Det bytte då namn till Olofstorp, efter soldaten Olof Blomkvist. Det var det åttonde torpet.

### Kvarnar i Nöttja
Det har funnits många kvarnar i Nöttja, i nästan varenda bäck fanns skvaltkvarnar. Dessa kvarnar består av en vertikal axel. På axelns nedre del satt ett horisontellt vattenhjul som drev axeln runt. En grundstock kunde med en hävarm reglera avståndet mellan kvarnstenarna, den övre stenen kallades löparen, och den andra stenen liggaren var fast. Inga kugghjul gjorde dessa kvarnar var lättgående och de fordrade lite vatten, om fallhöjden var tillräcklig. Ofta avleddes vatten från större bäckar till en lämplig backsluttning där kvarnen sedan byggdes. Kvarntypen har en lång historia ända från 200 år f.Kr. Minst tio skvaltkvarnar har funnits i Nöttja. Kvarntullen gällde bara större kvarnar vilket gynnade dessa mindre kvarnar och även handkvarnar i hemmen. Då kvarnavgiften avskaffades 1815 bidrog det till att dessa kvarnar försvann.
Uppskattningsvis fanns ett 20-tal kvarnar i Nöttja, flest i södra delen av socknen. Bjärnhult och Malmaryd hade sex kvarnar. Kärrabäcken från mossmarkerna runt Ramshult drev fyra av dessa. Hembygdsföreningen har återuppbyggt en kvarn på Malmaryd Södergård 3:1. Den sjätte var en väderkvarn vid Malmaryd. Kvarnen monterades ned och ﬂyttades till Skåne under senare halvan av 1800-talet.
Vid kvarnbäcken i Bölminge fanns fem anläggningar. Vid Lindshult vid en liten bäck finns en kvarngrund som drevs av ett överfallshjul vilket var ovanligt. Vid Balkarpsbäcken har funnits två kvarnar nära varandra. Dessa kvarnar drevs till omkring 1850. I Balkarpbäcken vid Extorp fanns ett fall på tvâ meter där det fanns en kvarn. På denna plats anlades på 1890-talet ett mejeri.
Bolmån mellan  Brusarp och Nöttja har haft två större kvarnar vid Nöttja Kvarnagård. Den nedre kvarnens historia är okänd men ägdes möjligen av Nydala kloster som ägde fallet. Johannes Bengtsson byggde på 1800-talet den senaste kvarnen som brukades till omkring 1940. Sydkraft rev kvarnen och äger fallen. Platsen hade också ett gott ålfiske. På gränsmarken mellan Algutsgård och Bolmaryd fanns också en kvarn. Möllebäck hade en skvaltkvarn mellan Skoghem och Rörebacke. Ännu en skvaltkvarn låg bakom ladugården till Bolmaryds Byagård.
Ytterligare lämningar efter kvarnar finns vid Extorp Lunnagård. En mindre kvarn fanns i Bolmån vid Åminne och ytterligare en kvarn låg i skogen vid  Nöttja Stom.

### Skogsbrist
Socknen hade tidigare liten tillgång på skog. "Ryar" fanns i västra och mellersta Sunnerbo omkring Lagan i bland annat Nöttja socken. Ryarnas gamla grova skog hade ersatts av öppna ljungmarker som bara dög till dåligt bete och lite jakt. Landshövdingens femårsberättelse beskrev ryarna som sluteffekten av skogsvanvård.
Det berättas, att när biskop Tegnèr på sin tid skulle visitera Annerstads pastorat, kom han med hästskjuts från Hamneda och när han kom upp på höjdplatån mellan Hamneda och Nöttja kunde han se till Annerstads kyrka. Han lär då ha yttrat: ”Det var den mest förbannande trakt jag sett.”
Barrskog fanns inte i Nöttja. Byggnadsvirke fick man köpa från främst från Bägaryd i Torpa och Ekön i Hinneryd. Till och med ved och stängselvirke fick oftast hämtas utifrån. Som bränsle kunde torven ersätta och det fanns samfälligheter där torv till bränsle bröts. Nöttja ryaskog är ett reservat i församlingen. Barrblandskogen i reservatet är cirka 110 år gammal, och vegetationen var tidigare bränd ljungbetesmark. Ett äldre ord för denna marktyp är ryatallskog. Under 1900-talet planterades de magra ljungryarna med tall. Tallen växte så snabbt att den blev ett grovkvistigt virke och Nöttjaskogen fick dåligt rykte bland virkesköparna.

## Skolundervisningen för landskommunen
Protokoll vid sockenstämman i Nöttja 22 januari 1843 gäller folkundervisningen. Församlingen beslutade att förena sig med Annerstads församling. Församlingen var fattig och hade för få hemman för att upprätta och av löna skollärare. De stora avstånden i socknen motiverade en flyttande folkskola. Socknen beskrev sig som "denna fattiga, magra och skoglösa ort ..... jordbrukarna årligen får köpa spannmål till brödföda" och menade att skolundervisningen krävde bidrag för att kunna genomföras. 1855 beslutades att socknen skulle ha två skoldistrikt, Bolmaryds och Nöttja rotar.

## Fornminnen
Fornminnen i socknen från förhistorisk tid framgår av tabellen nedan.

### Fornminnen från förhistorisk tid
| Antal | RAÄ nummer                                    | Typ av fornlämning                       | Datering | Beskrivning |
| ----- | --------------------------------------------- | ---------------------------------------- | --- | --- |
| 4     | 74:1 78:1 i Nöttja184:1 och 209:1 i Annerstad | Fossil åker                              | Förhistorisk tid | Fossil åkermark med röjningsrösen. Områden i Annerstad går in i Nöttja socken |
| 2     | 294:1 och 297:1 Hamneda                       | Område med fossil åkermark               | Förhistorisk tid men också senare                                                                                         | Fossil åkermark med röjningsrösen och spår av åkrar. Områdena går in i Hamneda socken |
| 35    | Se Fornsök                                    | Fossil åker                              | Förhistorisk tid | Fossil åkermark med röjningsrösen. Områden som bara berör Nöttja socken. |
| 5     | Se fornsök                                    | Område med fossil åkermark               | Förhistorisk tid men också senare                                                                                         | Fossil åkermark med röjningsrösen och spår av åkrar. Områden som bara berör Nöttja socken. |
| 10    | Se fornsök                                    | Fyndplatser                              | Alla platserna utom två har gett fynd av stenålderskaraktär. En skäggyxa i järn (medeltid) har också hittats på en plats. | Fyndet under kyrkans golv: Fyndplats för 153 mynt samt ett omfattande stavkyrkomaterial. Påträffades i samband med restaurering av Nöttja Kyrka år 1950. Mynten dateras till 1200-1700-tal. Plankorna påträffades under golvet. Stenåldersfynden beskrivs under föristoria. De flesta stenåldersfynden kommer från Bölmaryd |
| 7     | Nöttja 22:1                                   | Gravfält                                 | Järnålder troligen yngre järnålder.                                                                                       | Gravfält 125 x 60 meter med cirka 25 anläggningar, alla runda stensättningar 4-8 meter i diameter och upp till 0,4 m höga. Ett tiotal syns bara som svaga markeringar i markytan. De flesta är skadade av odling och en sandtäkt i södra delen har förstört delar av gravfältet. Beläget på Nöttja mellangård. |
| 7     | Nöttja 97:1                                   | Gravfält                                 | Järnålder | Gravfält 120 x 20-60 meter stort på mindre rygg i skogsmark i Bolmaryd. Gravfältet har 2 stensättningar och 9 högar. Högarna är 0,5 till1 meter höga och 7-9 meter i diameter. De är uppbyggda av enbart sand och har alla mittgrop upp till 3 meter i diameter och 0,4 till 1,6 m djup. På södra delen finns två skadade högar av skogsväg och dike. Stensättningarna är 9-12 m i diameter och 0,5-0,7 m höga. Båda har stora mittgropar så att de verkar vara av kantvallskaraktär. Stensättningarna består också delvis av sand. Anläggningar är spridda och ligger inte nära varandra som det brukar vara på gravfält. Ung planterad skog kan dölja fler anläggningar. |
| 7     | Nöttja 8:1                                    | Gravfält                                 | Järnålder det mesta troligen från yngre järnålder, vikingatid                                                             | Gravfält 90x40 meter i Bolmaryd med omkring 25 anläggningar. Det är högar 4-10 meter i diameter och 0,4 till 1,7 meter höga. En hög har en rester av en rest sten. omkring 5 av högarna har mittgrop 1-5 m i diameter och 0,5 till 1 meter djup. Några högar är bortschaktade vid grustäkt. På gravfältet ligger några lösa stenhällar av oklart ursprung. |
| 7     | Nöttja 23:1                                   | Gravfält                                 | Yngre järnålder. Högar av denna mindre typ i Finnveden är från järnåldern och skiljer sig från bronsålderns högar.        | Gravfält 25x20 meter i Extorp med 4 anläggningar. högar 5-7 meter i diameter och 0,7 till 0,9 m höga. En av högarna har en grop i sydöstra kanten 2m stor och 0,5 m djup. Tre högar har påförts odlingssten. På området finns 4-5 odlingsrösen. |
| 7     | Nöttja 13:1                                   | Gravfält                                 | Yngre järnålder, vikingatid                                                                                               | Gravfält 100x 20-40 meter i Balkarp med 25 högar. Högarna är 4-7 meter och 0,4 till 1,4 m höga. Några är osymmetriska och två högar har mittgrop eller grop i kanten 0,7 m djupa. |
| 7     | Nöttja 3:1                                    | Gravfält (nu borttaget)                  | den mindre står en av dösarna                                                                                             | Rest av gravfält 20x40 meter i Malmaryd med domarring av 5 klumpstenar med 6 m diameter. Stenar var 1-1,5 m stora och 0.8-1,2 m höga. En sten var kullfallen 1950. Gravfältet hade 4 anläggningar förutom domarringen 2 stensättningar en rund och en oval och en järnåldersdös och en rest sten. Den runda stensättningen var 18 m i diameter och 0,75 m hög. I den runda stensättningen fanns en anlagd trappa 1950. Fyllningen var 0,2 till 0,5 meter stora stenar, delvis övertorvad. Den ovala stensättningen var 6x5 meter i diameter och 0,3 m hög. Båda stensättningarna hade påförts odlingssten. Den resta stenen var kullfallen och var 1,75 m lång, 0,6 m bred och 0,3 m tjock. Järnåldersdösen hade två kanställda hällar 0,8 m från varandra med 0,5 m höjd och bredd av 0,5-1,0 meter med 0,2-0,3 m tjocklek. Vid revideringsinventeringen var området utjämnat och inga anläggningar fanns kvar ovan mark. Skadegörelsen på gravfältet hade utförts av markägarens far för ganska många år sedan uppgav dennes son. Området R markerat då anläggningar kan finnas under mark. |
| 7     | Nöttja 21:1                                   | Gravfält                                 | Äldre järnålder | Gravfält 85 x 35 meter i Bölminge med 15 anläggningar. ! röse, två runda fyllda stensättningar, 6 järnåldersdösar, 3 resta stenar, 2 liggande stenar och en domarring. Röset är ovalt 6x8 meter i diameter och 0,8 m högt med mittgrop och något kantskadat. Stensättningarna är 10 och 5 meter i disameter och 0,6 respektive 0,3 m höga. I kanten av den större stensättningen en kvadratisk källargrop. I västra kanten av den mindre står en dös. De sex dösarna är olik bevarade två har takhällarna på plats och en är närmast raserad. Tre av järnåldersdösarna är undersökta 1918 av K Kjellmark och TJ Arne. Fynd av brända människoben samt föremål daterade till romersk järnålder daterade gravarna till järnåldern. Det var den första grävningen av denna typ av dösar som gav daterande fynd. Domarringen är 8 m i diameter och har 7 stenar varav 2 har ramlat kull. |
| 2     | Nöttja 21:1 och Nöttja 60:1                   | Rösen                                    | Bronsålder ? | Ett röse ligger på ett äldre järnåldersgravfält i Bölminge och ett ligger enskilt i byn Kärr. |
| 2     | Nöttja 10:1 och Nöttja 92:1                   | Stenkammargravar                         | Senneolitisk tid | Se avsnittet förhistoria |
| 4     | Nöttja 3:1, 21.1,22:1, och 97:1               | Stensättningar på gravfält               | Järnålder | Se gravfält i tabellen |
| 8     | Nöttja 49:1                                   | Stensättningar i enskilt läge            | Bronsålder | Drakarör är troligtvis också ett röse men skadat av stentäkt. Se avsnittet förhistoria |
| 8     | Nöttja 53:1                                   | Treudd                                   | Äldre järnålder | Malmaryd. Treudd 13 meter i sida och 0,3 meter hög. Fyllningen övermossad av 0,2-0,5 m stora stenar. Ställvis kantkedja 0,3 m hög av 0.3 till 0,7 m långa stenar. Uddstenar 0,8 -1.0 m stora kullfallna eller kraftigt lutande. |
| 8     | Nöttja 70:1                                   | Treudd                                   | Äldre järnålder | Västerhult. Tresidig stensättning med 12 m sida och 0,3 m hög. Övermossad fyllning av 0,2 till 0,5 m stora stenar. Ställnis kantkedja av 0,5 till 1 meter länga stenar. Uddsten bevarad i sydsydost medan de andra uddarna utrivna och förstörda. I mittpartiet en grop. |
| 8     | Nöttja 93:1                                   | Rund stensättning                        | Järnålder ? | Bolmaryd |
| 8     | Nöttja 94:1                                   | Rund stensättning                        | Järnålder ? | Västerhult |
| 8     | Nöttja 58:1                                   | Rest av Treudd                           | Äldre järnålder | Malmaryd |
| 8     | Nöttja 98:1                                   | Rund stensättning?                       | Järnålder ? | Bolmaryd |
| 8     | Nöttja 115:1                                  | Oregelbunden ofylld stensättning. Grav ? | ? | Balkarp. 10 x 18 m i diameter, ofylld. Omges av en låg jordvall. i östra änden en flat sten 0.75 x 1 m stor som omges av en ring av kullerstenar. uppgifter från anteckning i Smålands Museums arkiv av Knut Kjellmark. |
| 2     | Nöttja 7:1                                    | Runsten Sm 37                            | Vikingatid | Rörbro (Sm 37) Står vid vägen Hamneda mot Nöttja vid en bro tätt intill landsvägen. Sten av gnejs 1,95 meter hög. 1,25 m bred något avsmalnade uppått samt 0,25 m tjock. Sten lutar åt öster. |
| 2     | Nöttja 9:1                                    | Runsten                                  | Vikingatid | Bolmaryd (Sm 36, Kung Hammars sten). Står 10 m från väg flyttad några meter omkring 1925. Gnejs 2.05 meter lång och 0,65 m bred samt 0,22 m tjock. Inskriften på södra sidan. Överdelen av sten förskjuten åt vänster. |

### Fornminnen från historisk tid
36 fornämningar är gårds/bytomter alltså registrade lägen för historisk byar och gårdar enligt äldre kartmaterial. Boplatserna torde endast i undantagsfall vara av förhistorisk ålder.
Nöttja har tre stenvalvsbroar registrerade i inventeringen. Det är stenvalvsbroar av natursten vardera med ett valv belägna i Bölminge, Extorp och Rönninge. Den sistnämnda bron är nu borttagen. 
Det finns 13 vägmärken registrerade varav 2 milstenar i järn båda 1/4 mil Kronobergs län 1855, dessutom 10 väghållningsstenar alla med inristningar, samt en vägvisningssten med texten Väg åt nöttja registrerad 1950, men borttagen 2000 vid revideringsinventeringen. 
Vidare finns två platser med lägenhetsbebyggelse vilket vanligen betyder torp eller backstugor från senare tid. 
Fyra platser med minnesmärken varav en minnessten över ett vägbygge och tre stenar med inhuggna tecken gjorda av en originell bybo.
En plats med naturföremål med tradition finns också.

Tre platser med äldre husgrunder som kan vara betydligt äldre, möjligen medeltida, finns. En av dessa kan möjligen varit ett vapenhus på kyrkan. Den ligger helt nära nuvarande kyrkan. En plats med en oklar fornlämning som nu klassas som en en ofylld rektangulär stensättning eller en husgrund 30x 9 meter i storlek. Den har närmast runda hörn. Vallarna av sten är 2-3 meter breda och 0,2 till 0,4 m höga med fyllning av 0,2 till 0,5 m stora stenar. Vallarna är övermossade. Denna plats pekas vid inventeringen 1950 ut som den gamla kyrkans plats men det verkar ingen fästa sig vid senare inventeringen 2000. Nära denna plats på cirka 50 meters avstånd finns antecknad ytterligare en husgrund men den kunde inte hittas vid revideringen 2000.  I anteckningar om tradition står 1950:  
" Här byggdes den första kyrkan. När platsen för kyrkan spändes två par oxar för en stock, och där oxarna stannade byggdes kyrkan." 
Slutligen finns tre platser för järntillverkning / blästbruk, med järnslagg registrerade. De är odaterade men troligen medeltida.
Inga kvarnar finns registrerade i inventeringen vilket är märkligt då hembygdsföreningen noterat ett 20-tal kvarnar i socknen.

## Namnet
Namnet (1353 Nothöghom), från kyrkbyn, har ett förled nöt troligen syftande på hassel. Efterledet är hög, liten höjd.

### Fotnoter
1. 1 2 3  Svensk Uppslagsbok andra upplagan 1947–1955: Nöttja socken
2. 1 2  Harlén, Hans; Harlén Eivy (2003). Sverige från A till Ö: geografisk-historisk uppslagsbok. Stockholm: Kommentus. Libris 9337075. ISBN 91-7345-139-8
3. ↑  ”Församlingar”. Statistiska centralbyrån. https://www.scb.se/hitta-statistik/regional-statistik-och-kartor/regionala-indelningar/forsamlingar/. Läst 30 december 2022.
4. ↑  Administrativ historik för Nöttja socken (Klicka på församlingsposten). Källa: Nationella arkivdatabasen, Riksarkivet.
5. ↑  Sjögren, Otto (1931). Sverige geografisk beskrivning del 2 Östergötlands, Jönköpings, Kronobergs, Kalmar och Gotlands län. Stockholm: Wahlström & Widstrand. Libris 9939
6. 1 2  Nationalencyklopedin
7. ↑  L1953:219 Stenkammargrav
8. ↑  L1953:95 Stenkammargrav
9. ↑  L1954:9456 Röse
10. ↑  L1954:9851 Gravfält
11. ↑  (L1953:236 Stensättning
12. ↑  ”Fornminnen i Nöttja”. nottjaboken. https://nottja.wixsite.com/nottjaboken/fornminnen. Läst 2 juli 2023.
13. ↑  Arne, Ture J. (1919). ”Stendösar från järnåldern”. Fornvännen årg 14. RAÄ. sid. 127-139. http://www.diva-portal.org/smash/get/diva2:1225621/FULLTEXT01.pdf. Läst 14 juli 2023.
14. ↑  [https://www.diva-portal.org/smash/get/diva2:1234848/FULLTEXT01.pdf ”Småland landskapets kyrkor 
Marian Ullén, red.”]. Universiteten i Stockholm, Umeå och Uppsala samt Riksantikvarieämbetet 
med stöd av Riksbankens Jubileumsfond, Kungl. Vitterhets Historie och Antikvitets Akademien. sid. 174. https://www.diva-portal.org/smash/get/diva2:1234848/FULLTEXT01.pdf. Läst 3 juli 2023.
15. ↑  ”Fornminnen i Nöttja”. nottjaboken. https://nottja.wixsite.com/nottjaboken/fornminnen. Läst 30 juni 2023.
16. 1 2  MARTIN HANSSON & PER STILLE (2021). [https://www.diva-portal.org/smash/get/diva2:1540875/FULLTEXT01.pdf ”En landskapsanalys av runstenarna Sm 36 
och Sm 37 i Bolmaryd”]. Runrön Runologiska bidrag utgivna av Institutionen för nordiska språk vid Uppsala universitet nr 24. https://www.diva-portal.org/smash/get/diva2:1540875/FULLTEXT01.pdf. Läst 3 juli 2023.
17. ↑  ”Kvarnar i Nöttja socken” (på engelska). nottjaboken. https://nottja.wixsite.com/nottjaboken/kvarnar. Läst 30 juni 2023.
18. ↑  ”Kungl. Maj:ts befallningshafvandes femärsberättelser. 1871-75 Kronobergs län”. https://www.google.se/books/edition/Kungl_Maj_ts_befallningshafvandes_fem%C3%A4r/D2VAAQAAMAAJ?hl=sv&gbpv=1&dq=N%C3%B6ttja&pg=RA7-PA3&printsec=frontcover. Läst 30 juni 2023.
19. ↑  ”Om Nöttja av Martin Schönberg.”. nottjaboken. https://nottja.wixsite.com/nottjaboken/om. Läst 30 juni 2023.
20. ↑  ”Nöttja ryaskog domänreservat”. www.lansstyrelsen.se. https://www.lansstyrelsen.se/kronoberg/besoksmal/naturreservat/nottja-ryaskog-domanreservat.html. Läst 30 juni 2023.
21. ↑  Fornminnesregistret, Riksantikvarieämbetet: Nöttja socken Fornminnen i socknen erhålls på kartan genom att skriva in sockennamn (utan "socken") i "Ange geografiskt område"
22. ↑  Fornlämningar, Statens historiska museum: Nöttja socken